# Zhang Ke
Zhang Ke (张轲; Zhāng Kē), född 1970, är en kinesisk arkitekt.
Zhang Ke utbildade sig till arkitekt vid Tsinghuauniversitetet i Peking i Kina samt på Harvard Graduate School of Design i Cambridge i USA, med examen 1998. Han grundade 2001 arkitektbyrån ZAO/standardarchitecture i Peking.
Zhang Ke vann Alvar Aalto-medaljen 2017. Juryn framhävde speciellt hans hållbara arkitektur. Zhang Ke använder lokala byggmaterial och arbetsmetoder, samtidigt som han hellre återanvänder istället för att riva ned. "Genom att inkludera element från omgivningen skapar han en harmoni mellan landskapet och arkitekturen."

## Verk i urval
- Novartis Campus Building, 2016, i Shanghai i Kina[3]
- Xiao Feng Art Museum, Hangzhou i Kina
- Flera förändringsprojekt av hutonger i Pekings centrum[4]
- The Peak (The Dancing Books), 2009, Hongshan Plaza i Wuhan
- Yaluntzangpu River Terminal, 2008, nära staden Pai i Linzhi i Tibet i Kina